# Rien à faire
Rien à faire è un film del 1999 diretto da Marion Vernoux.
È stato presentato in concorso alla 56ª Mostra internazionale d'arte cinematografica di Venezia, dove Valeria Bruni Tedeschi ha vinto il Premio Pasinetti per la miglior attrice.

## Riconoscimenti
- 1999 - Mostra internazionale d'arte cinematografica di Venezia
  - Premio Pasinetti per la miglior attrice a Valeria Bruni Tedeschi
  - In concorso per il Leone d'oro